# Ève Gollac
Ève Gollac est une comédienne et dramaturge française.

## Biographie
Elle se forme au Conservatoire national supérieur d'art dramatique.
En 2005, avec Olivier Coulon-Jablonka et Florent Cheippe, elle fonde la compagnie Moukden Théâtre. De 2006 à 2018, elle coécrit et joue dans la plupart des spectacles de la compagnie, tels que Chez les nôtres, et Paris nous appartient, développant une écriture par montage, mêlant texte classique et matériau documentaire contemporain.
En tant que comédienne, elle joue au théâtre sous la direction notamment de Thierry Roisin, Vincent Farasse, Blandine Savetier,, Olivier Coulon-Jablonka, et au cinéma dans les films de Nicola Sornaga,Christophe Clavert, et Vincent Farasse.

## Théâtre

### Comédienne
- 2003 : Maüser d'Heiner Müller, mise en scène Olivier Coulon-Jablonka
- 2004 : Calderon de Pier Paolo Pasolini, mise en scène Olivier Coulon-Jablonka
- 2005 : La Décision de Bertolt Brecht, mise en scène Olivier Coulon-Jablonka
- 2006 : Manque de Sarah Kane, mise en scène Thierry Roisin
- 2006 : Lola et Jim, texte et mise en scène Sylvia Bagli
- 2006 : Les Illusions vagues, d'après La Mouette de Tchekhov, mise en scène Olivier Coulon-Jablonka
- 2007 : Des batailles, d'après Pylade de Pasolini, mise en scène Olivier Coulon-Jablonka
- 2008-2010 : La Petite pièce en haut de l'escalier de Carole Fréchette, mise en scène Blandine Savetier
- 2010-2012 : Chez les nôtres d'après La Mère de Gorki, mise en scène Olivier Coulon-Jablonka
- 2010 : Yes peut-être de Marguerite Duras, mise en scène Brigitte Mounier
- 2011 : L'Enfant silence, texte et mise en scène Vincent Farasse
- 2012-2013 : Pierre ou les Ambiguïtés, d'après Herman Melville, mise en scène Olivier Coulon-Jablonka
- 2012 : Passage de la comète, texte et mise en scène Vincent Farasse
- 2013-2016 : Paris nous appartient, d'après La Vie parisienne d'Offenbach, mise en scène Olivier Coulon-Jablonka
- 2015-2016 : Mon oncle est reporter, texte et mise en scène Vincent Farasse
- 2017-2018 : Métropole, texte et mise en scène Vincent Farasse
- 2018-2022 : Un incident, texte et mise en scène Vincent Farasse

### Dramaturge
- 2006 : Les Illusions vagues, d'après La Mouette de Tchekhov
- 2007 : Des batailles, d'après Pylade de Pasolini
- 2010 : Chez les nôtres, d'après La Mère de Gorki
- 2012 : Pierre ou les Ambiguïtés, d'après Herman Melville
- 2013 : Paris nous appartient, d'après La Vie parisienne d'Offenbach
- 2017 : From the Ground to the Cloud

## Filmographie

### Long-métrage
- 2008 : Monsieur Morimoto de Nicola Sornaga

### Courts et moyens métrages
- 2008 : Mon coursier hors d'haleine de Christophe Clavert
- 2011 : La Fuite du jour de Christophe Clavert
- 2020 : Derrière la table vide de Vincent Farasse

### Expérimental
- La princesse est indisposée elle ne reçoit personne de Gabrielle Reiner[12]